# LE MONDE DE DEMON
『LE MONDE DE DEMON』（ル・モンド・ドゥ・ディーモン）は、デーモン小暮のソロワークスを全て総括したベスト・アルバム。

## 概要
地球デビュー20周年を記念したベスト・アルバムであり、デーモン小暮が自身初の選曲を行い、別名義ソロワークスの楽曲も全て含め、収録されている。
収録曲の「土俵の魂」は、2003年のアルバム『WHEN THE FUTURE LOVES THE PAST 〜未来が過去を愛するとき〜』の制作時にレコーディングした未発表曲であり、特別収録された。
ジャケットデザインは、映画監督、イラストレーター、キャラクターデザイナーである雨宮慶太が手掛けた。
初回盤にはスペシャル・ステッカーが付属している。

## 収録曲

### DISK: 阿
1. ANAPA
2. WILD LIFE
3. ♥8
4. SING LIKE A HUG (Remix Ver.)
5. LOVE ROMANCE
6. ノスタルジア
7. 君を忘れない
ミュージカル A CINDERELLA STORY劇中曲
8. いざ戦場へ!
9. 地上絵
10. VIVA AMERICA
11. AGE OF ZERO! (Japanese Ver.)
12. 太陽がいっぱい

### DISK: 吽
1. a view from the other side of the CELESTIAL CITY
2. ZUTTO
3. 縁 {Enishi}
4. HAGAKULE（葉隠れ）{A Sprit of Samurai}
5. NEW DAY COMES
6. 土俵の魂 {A Sprit of Sumo}
7. POLARIS
8. THE OUTER MISSION（邦楽維新collaboration青山夏場所LIVE収録版）
9. 鬼（邦楽維新collaboration青山本場所LIVE収録版）
10. 夢幻の如くなり（怪談狂言「耳なし芳一」よりLIVE収録版）
11. 桜の森（Remix Ver. with the new「HIKIDASHI」）